# The Wheel of the Law
The Wheel of the Law è un film muto del 1916 diretto da George D. Baker. Prodotto dalla Rolfe Photoplays, il film aveva come interpreti Emily Stevens, Frank Mills, Raymond McKee, Edwin Holt, Roma Raymond, Harry Davenport.

## Trama
Mona Mainard, popolare attrice di Broadway, si fidanza con John Norton, assistente Procuratore distrettuale. Per evitare qualsiasi imbarazzo od ostacolo alla carriera politica del futuro cognato, Tommy, il fratello di Mona che ha avuto in precedenza dei guai con la giustizia andando a finire anche in carcere, promette di scomparire dalle loro vite al fine di salvaguardare la reputazione di Norton. La carriera dell'avvocato prosegue di successo in successo, fino a diventare Procuratore distrettuale. I suoi metodi, però, non sono cristallini: Norton non indietreggia davanti a niente, giungendo a manipolare le prove circostanziali pur di vincere una causa. Indagando sul delitto di una donna in un albergo, il procuratore si imbatte in Tommy che, sotto falso nome, lavora come impiegato dell'hotel. Il giovane viene arrestato anche se il vero assassino è "Big" Bill Ryan, un boss politico amante della donna uccisa. Mona, vedendo sul giornale la foto dell'uomo arrestato, riconosce in lui il fratello. Convinta della sua innocenza, prega il marito di chiudere il caso ma lui, in combutta con Ryan che lo ha corrotto in cambio di favori politici, rifiuta. Disperata, Mona inscena un falso suicidio, accusando pubblicamente il marito di averla avvelenata. Sgomento per la moglie in punto di morte, Norton si offre di esaudire ogni suo desiderio. Ottenuto il suo scopo, Mona guarisce immediatamente, rivelando il suo stratagemma. Ryan, senza più difesa, confessa il suo crimine e Tommy viene rilasciato.

## Produzione
Il film fu prodotto dalla Rolfe Photoplays con il titolo di lavorazione The Wheel of Justice.

## Distribuzione
Distribuito dalla Metro Pictures Corporation e presentato da B.A. Rolfe, il film uscì nelle sale cinematografiche statunitensi il 18 settembre 1916. Il copyright del film, richiesto dalla Rolfe Photoplays, Inc., fu registrato il 19 settembre con il numero LP9153.
Non si conoscono copie ancora esistenti della pellicola che viene considerata presumibilmente perduta.